# Fissidentalium concinnum
Fissidentalium concinnum is een Scaphopodasoort uit de familie van de Dentaliidae. De wetenschappelijke naam van de soort is voor het eerst geldig gepubliceerd in 1878 door Martens.